# 成翊世
成 翊世（せい よくせい、生没年不詳）は、後漢の官僚。字は季明。

## 経歴
若くして学問を好み、道術に精通した。平原郡の吏をつとめていたが、太后の鄧綏に政権を返すよう上書して罪に問われた。太后の死後、杜根とともに安帝に召し出され尚書郎に抜擢された。124年（延光3年）、中常侍の樊豊や安帝の乳母の王聖らが皇太子劉保を誣告して、太子は廃位されて済陰王に落とされた。翊世は上書してその冤罪を訴え、樊豊や王聖らの誣告であることを述べたが、安帝は聞き入れなかった。免官されて本郡に帰された。翌年、済陰王劉保が順帝として即位すると、司空の張晧が翊世を召し出し、議郎に推薦したが、翊世は応じなかった。尚書僕射の虞詡がまた上書して翊世を推薦し、召し出して議郎に任じた。後に尚書令の左雄や僕射の郭虔が翊世を推挙して尚書とした。

## 伝記資料
- 『後漢書』巻57 列伝第47